# Harutyunagomer
Harutyunagomer (in armeno Հարությունագոմեր?, in azero Qızılqaya) è una comunità rurale del distretto di Kəlbəcər, in Azerbaigian, fino al 2024 appartenente alla regione di Martakert nella repubblica di Artsakh (fino al 2017 denominata repubblica del Nagorno Karabakh).
Il paese nel 2005 contava circa quattrocento abitanti e si trova sulla sponda destra nella vallata del fiume Tartar a pochi chilometri dal bacino idrico di Sarsang.